# Keinbachmühle

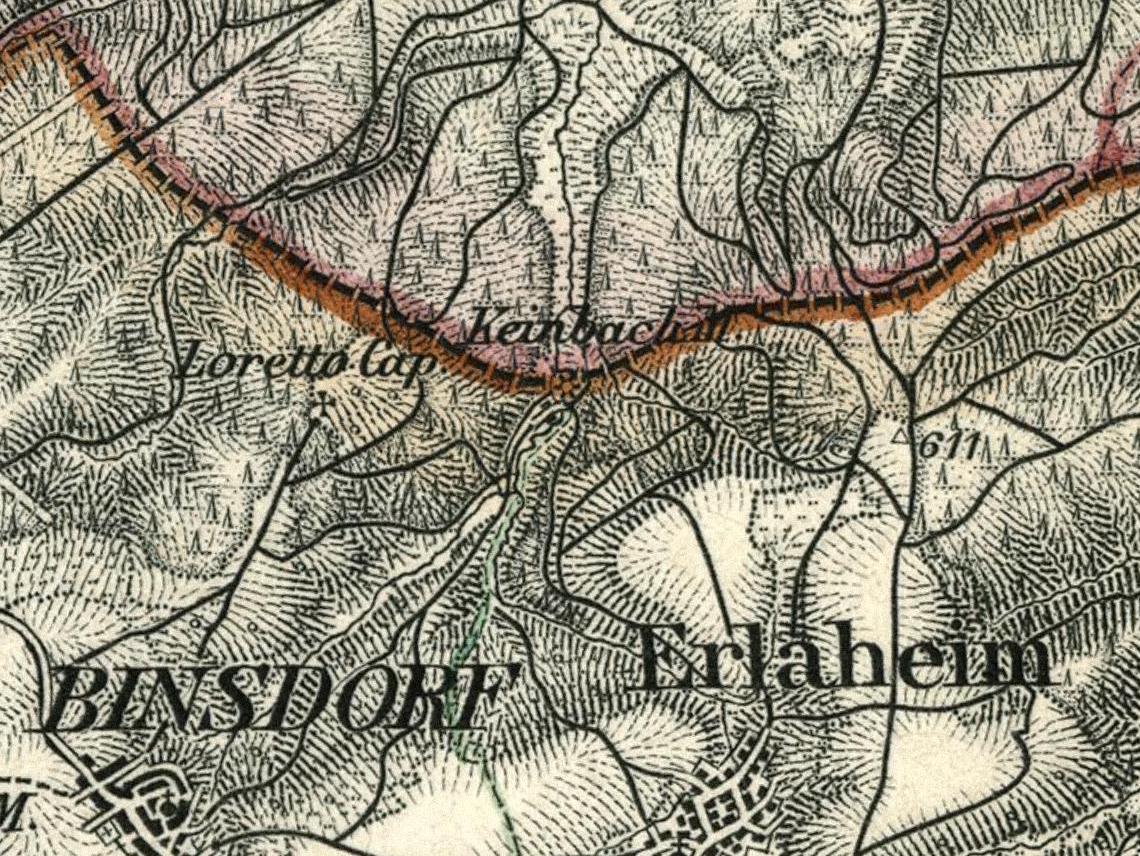
Karte von 1893 mit dem Namen Keinbachmühle

Die Keinbachmühle ist ein Wohnplatz auf der Gemarkung von Geislingen im Zollernalbkreis in Baden-Württemberg.

## Geographie
Der Wohnplatz liegt nordwestlich 1,9 km von Binsdorf entfernt im Hauser Tal und nördlich vom Ortsteil Erlaheim 1,9 km entfernt.

## Geschichte
Bevor Binsdorf nach Geislingen eingemeindet wurde, lag der Wohnplatz auf der Gemarkung von Binsdorf. Die Keinbachmühle wurde erstmals 1775 erwähnt. Früher nannte man sie auch Küembacher Mühle.

## Verkehr
Keinbachmühle ist aus Richtung Erlaheim über die K 7121 und von Binsdorf ebenfalls über die K 7121 zu erreichen.